# GET! (漫画)
『GET!』（ゲット）は東まゆみによる漫画作品。『月刊少年ガンガン』1998年4月号から同年10月号まで連載。単行本は全1巻（全7話）。サッカーをテーマとした内容で、平凡な中学生が野球部が熱心なためかやる気のないサッカー部の部員に活動を積極的に行うよう啓発する。
単行本には、読み切り作品「ストレート!」も併せて収録されている。当項目では「ストレート!」についても記載する。

## 登場人物
葵 晴海（あおい はるみ）
主人公。幼い頃将来は公務員になりたいと思っていた。しかし幼なじみの舞が中学に進学する際それまでやっていた女子サッカー部が無いことで、舞の後を受け継ぎサッカーを始める。背番号は10。
藤倉 舞（ふじくら まい）
晴海の幼なじみ。将来の夢はワールドカップに出場することであった。しかし中学ではサッカー部が無いことからサッカーを断念。晴海に夢を委ねる。中学ではサッカー部マネージャーをしている。
深町 鷹介（ふかまち ようすけ）
晴海のクラスメート。晴海がサッカー部に入部するのを勧めるが、独自で別のクラブに入部するため断った。しかし、後にミニゲームで晴海が勝利したために入部することになる。背番号は11。
中岡 康之（なかおか やすゆき）
サッカー部の先輩。野球部にグラウンドを占拠されて活動があまり出来ないため、いつも部室でトランプをしたりお菓子を食べていたりしていた。しかしサッカーに対しての執念は深く、ワールドカップのビデオなどを保存している。背番号は4。

## ストレート!
『増刊ガンガンWING』1997年冬期臨時増刊号に掲載。ボクシングを題材とした作品で好きな彼女のためにボクシング大会に優勝しようと努力するストーリーが描かれている。